# Straja (okręg Suczawa)
Straja (wymowaⓘ) – wieś w Rumunii, w okręgu Suczawa, w gminie Straja. W 2011 roku liczyła 5049 mieszkańców.